# 厳木川
厳木川（きゅうらぎがわ）は、佐賀県唐津市東部に源を発し、下田ダム、厳木ダムを経て、旧厳木町及び旧相知町の中心部を流れ、唐津市相知町山崎で松浦川に合流する一級河川である。国土交通省により「水質が最も良好な河川」として四万十川などと並んで、2018年（平成30年）、2020年（令和2年）の全国一水質の美しい河川に選ばれている。

## 地理
佐賀県唐津市東部の椿山付近が水源。椿山はいずれも唐津市と合併した旧厳木町、旧浜玉町、旧七山村の境に位置する。水源から南に流れる。下田ダムを経て、天川川を合流し、厳木ダムに至る。厳木ダムは総貯水容量1360万 m3の重力式コンクリートダムである。厳木ダム付近から南西に流れる。厳木町の中心部からは、JR唐津線と国道203号が並行する。旧相知町の中心部で平山川を合流する。JR筑肥線肥前久保駅の北東付近で松浦川と合流する。

## 流域の自治体
佐賀県
唐津市

## 主な支流
- 天川川
- 平山川

## 主なダム
- 厳木ダム

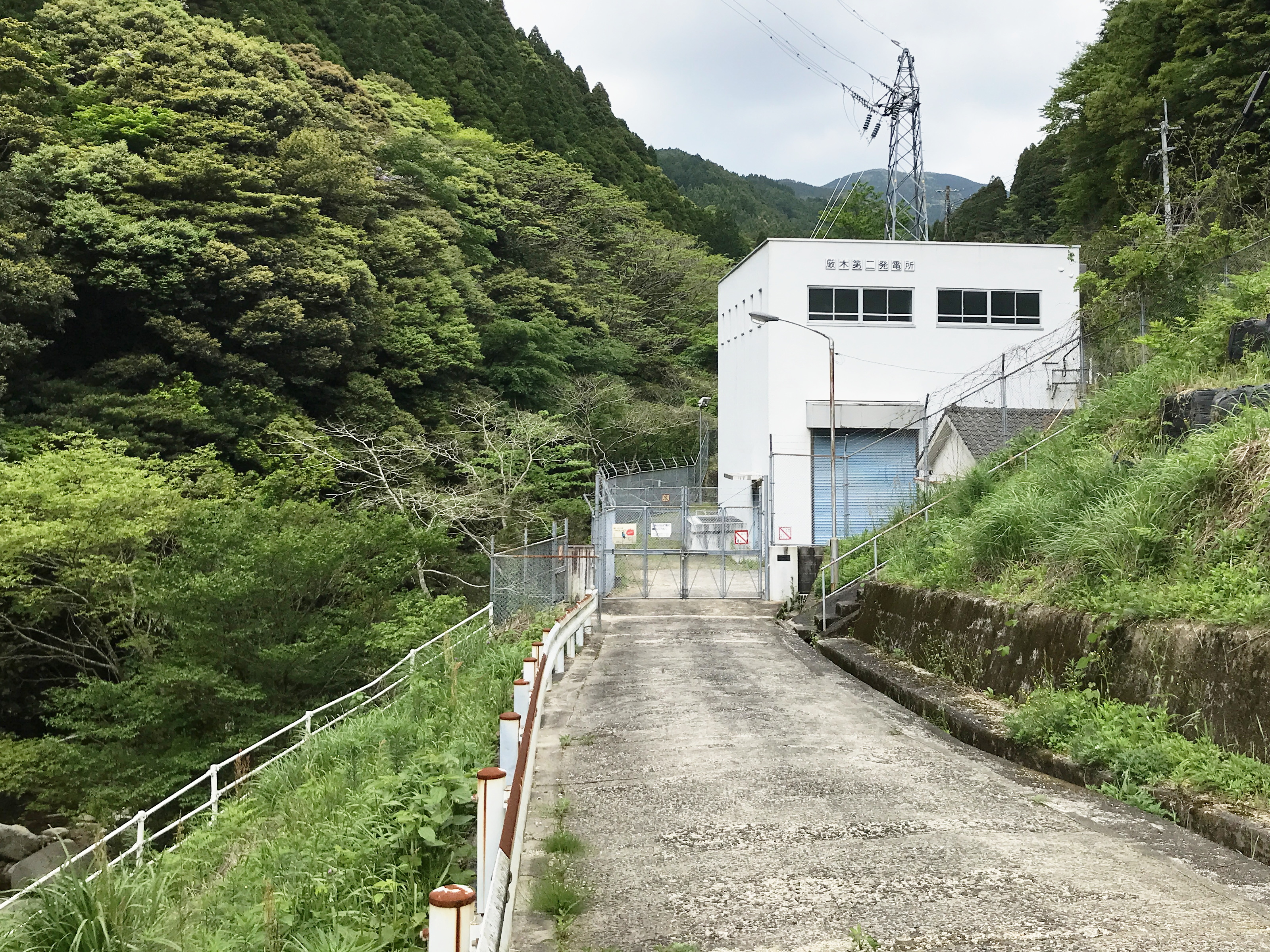
厳木第二発電所
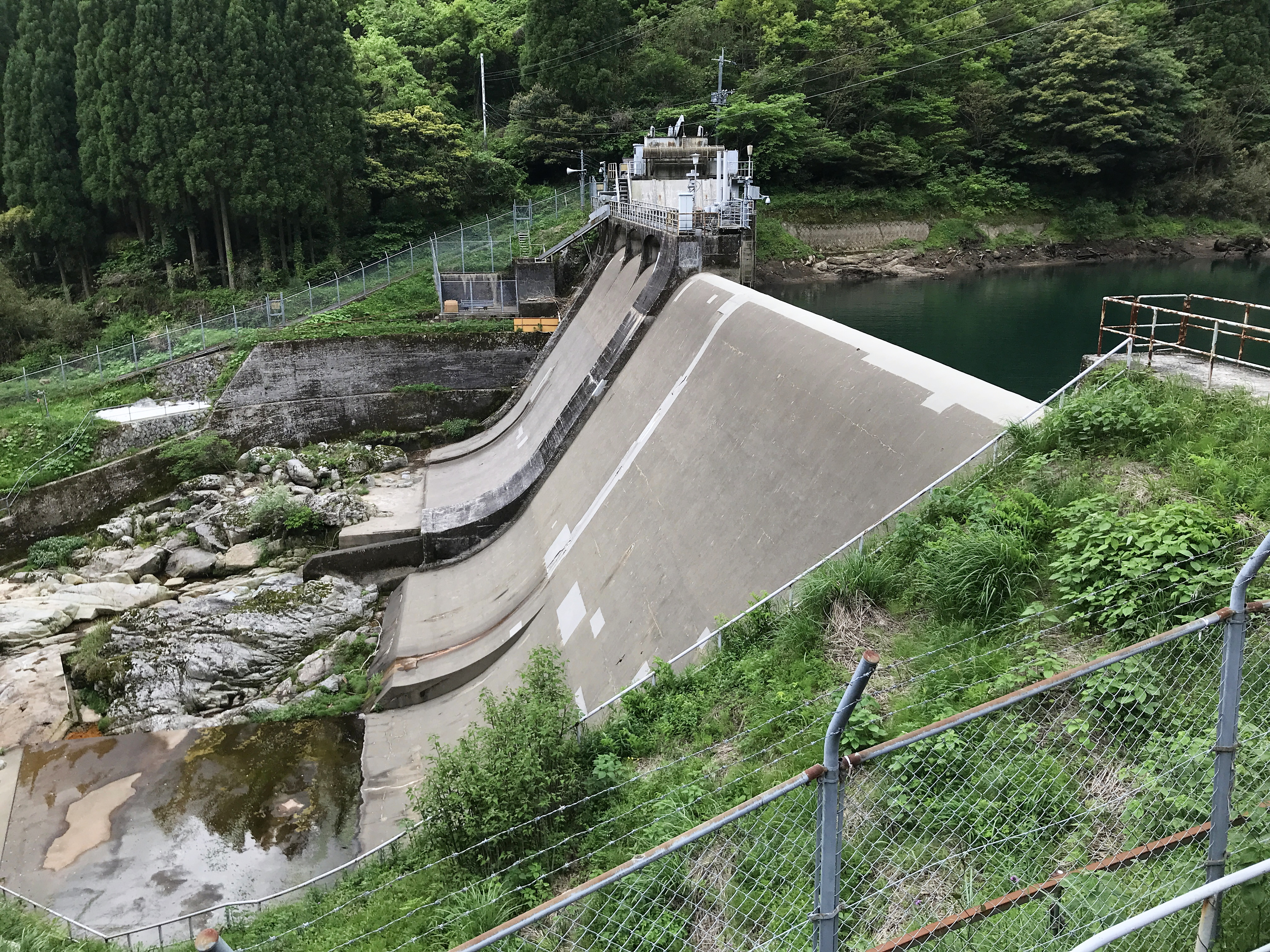
厳木発電所取水ダム（下田ダム）
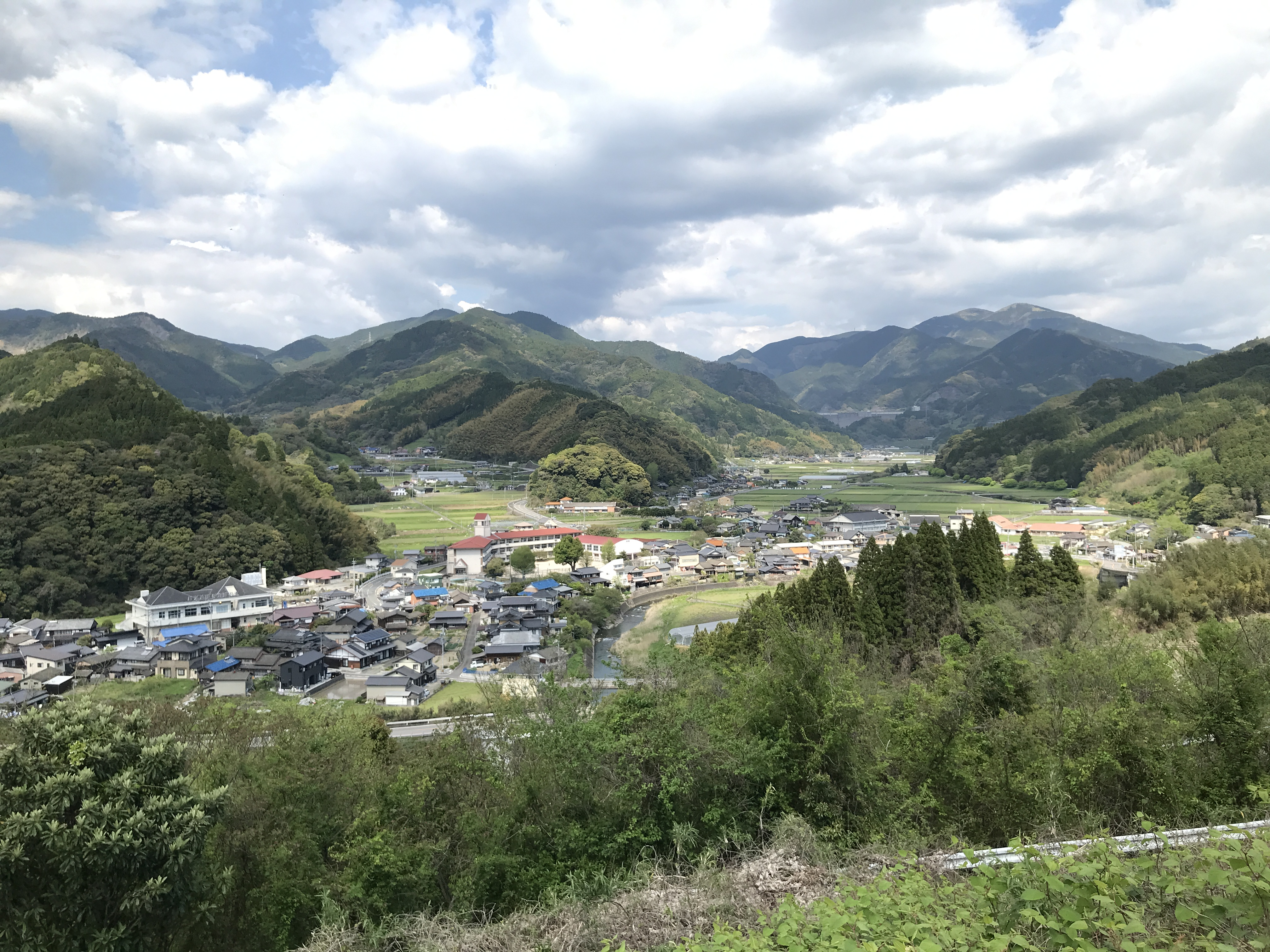
厳木ダムを経て厳木町牧瀬、中島付近を西に転じる厳木川
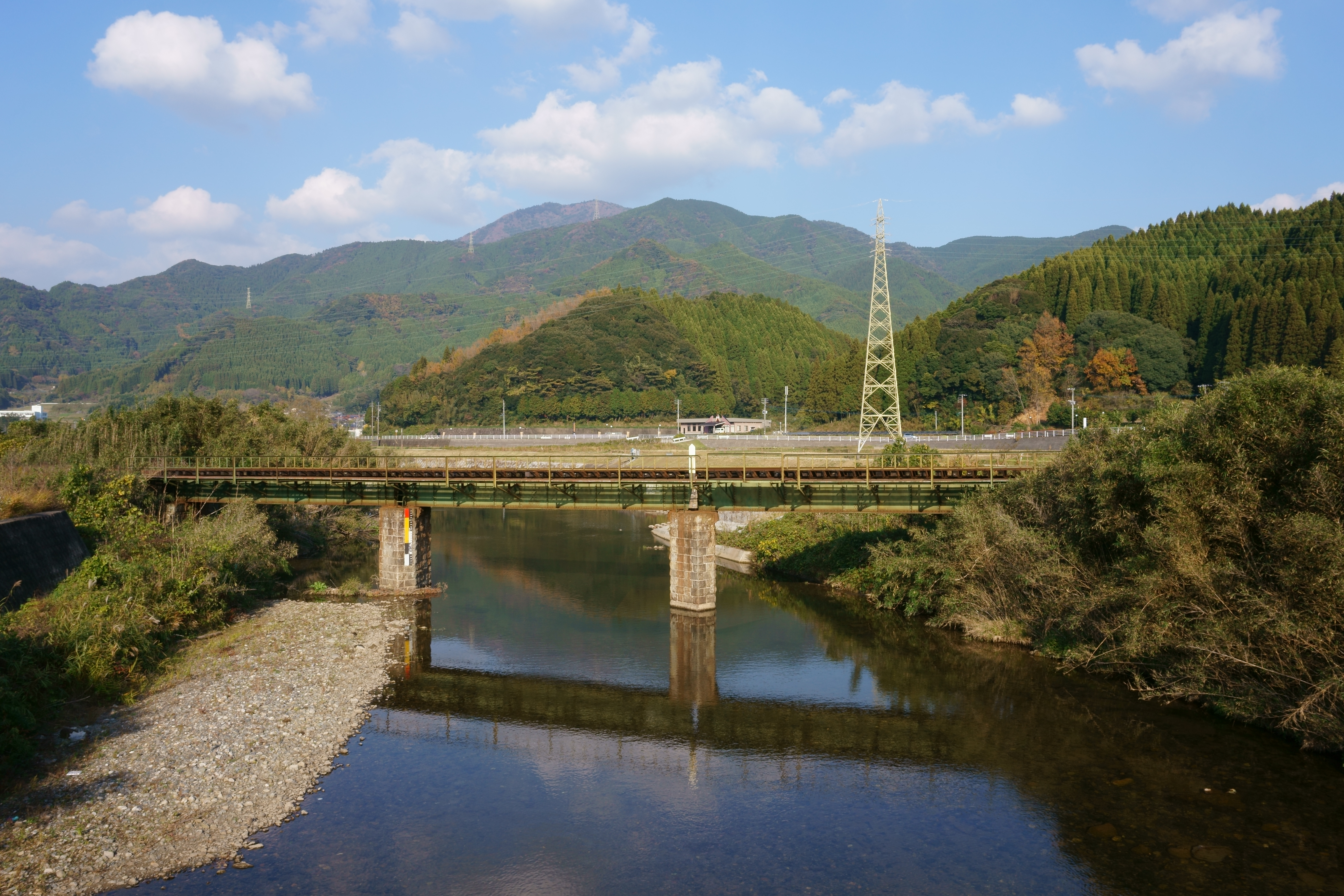
唐津線本山橋（唐津市厳木町本山）
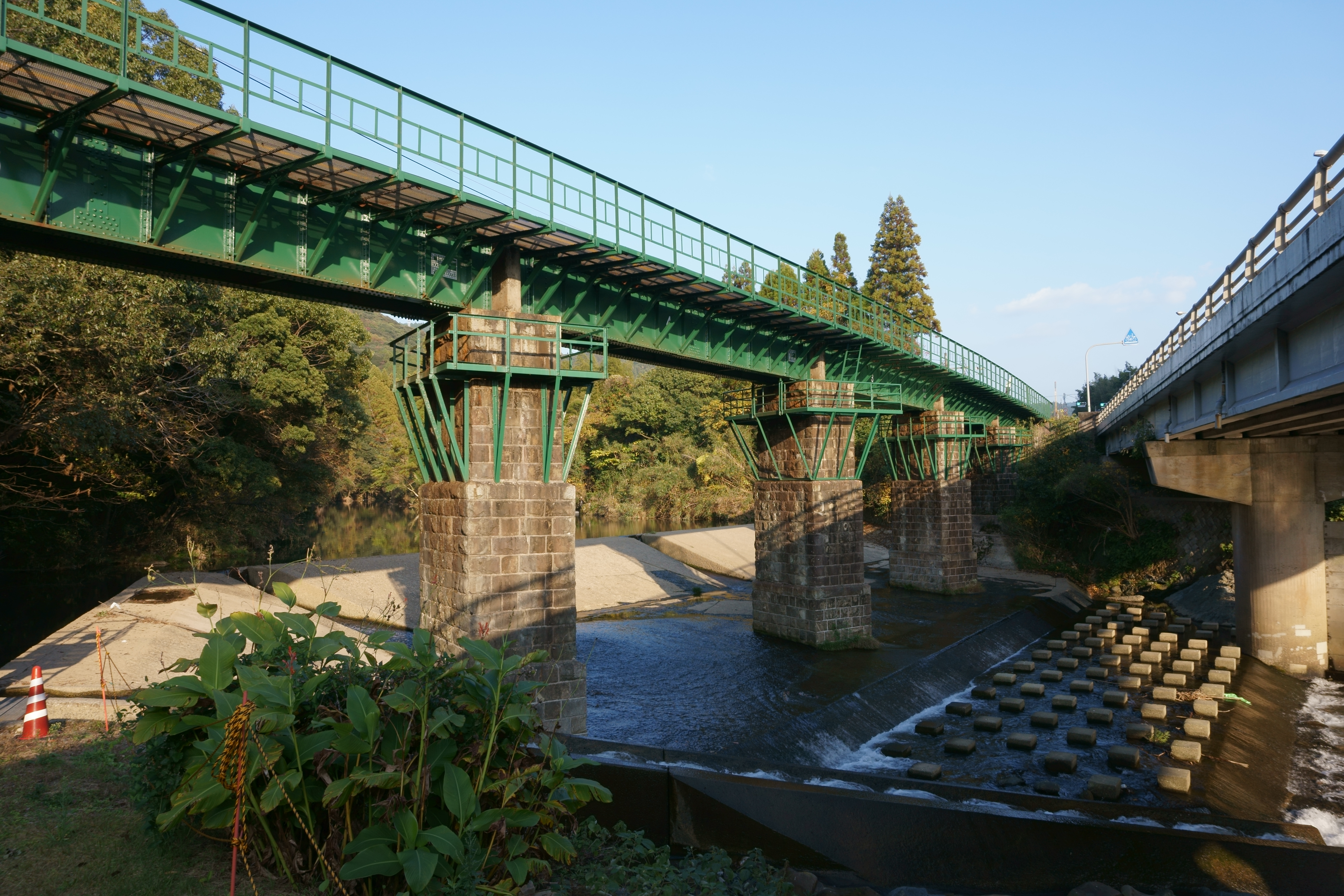
町切堰と唐津線/国道203号の町切橋
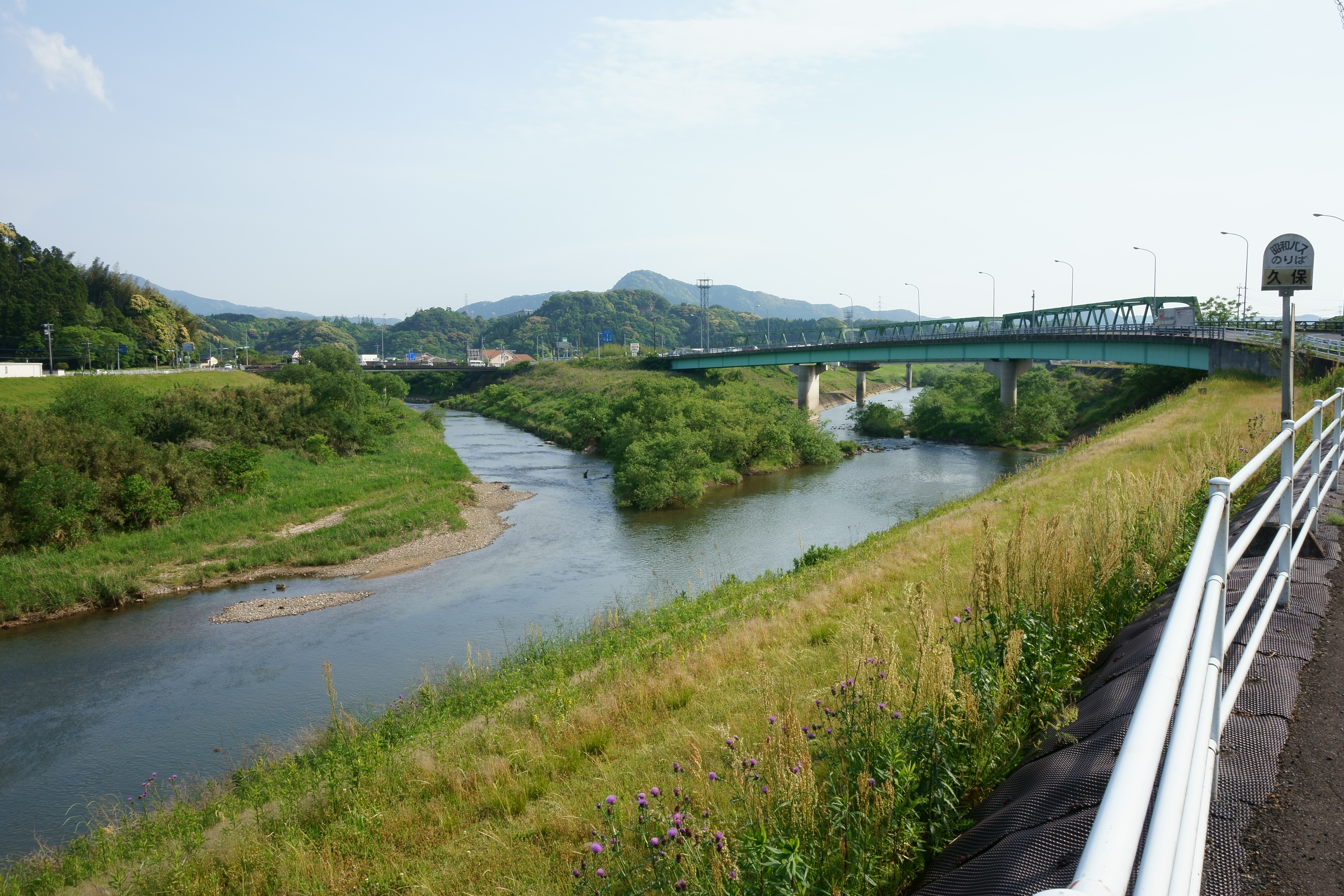
松浦川との合流点